# آرپ ۲۹۹
آرپ ۲۹۹ یک کهکشان‌ است.